# Стефан, Йозеф
Йозеф Стефан (словен. Jožef Stefan, нем. Joseph Stefan; 24 марта 1835, Санкт-Пёльтен — 7 января 1893, Вена) — австрийско-словенский физик и математик. Член Австрийской академии наук (1865).

## Биография
Стефан родился в Санкт-Пёльтене в семье этнических словенцев. Окончил гимназию в Клагенфурте и подумывал пойти в орден бенедиктинцев, однако решил заниматься физикой и математикой и поступил в Венский университет, который окончил в 1857 году. Впоследствии преподавал в университете (с 1863 — профессор кафедры высшей математики и физики), являлся директором Института экспериментальной физики (с 1866), ректором университета (1876—1877), вице-президентом Австрийской академии наук.
Имя Стефана носит крупнейший исследовательский институт в Словении.
В 1970 г. Международный астрономический союз присвоил имя Йозефа Стефана кратеру на обратной стороне Луны.
Изображен на австрийской почтовой марке 1985 года.

## Научная деятельность
Известен своими работами по различным областям физики — кинетической теории газов, теории теплового излучения, оптике, акустике, электромагнетизму и др. Изучал диффузию и теплопроводность газов, получил коэффициенты теплопроводности многих из них. В 1879 году путём измерения теплоотдачи платиновой проволоки при различных температурах установил пропорциональность излучаемой ею энергии четвёртой степени абсолютной температуры. Используя эту закономерность, впервые дал достоверную оценку температуры поверхности Солнца — около 6000 градусов. Теоретическое обоснование этого закона, известного как закон Стефана — Больцмана, было дано в 1884 году учеником Стефана Людвигом Больцманом.
В математике известны задача Стефана и обратная задача Стефана с движущейся границей в теории дифференциальных уравнений с частными производными.